# Magouládes
Magouládes (Magoulades) är en ort i Grekland.   Den ligger i prefekturen Nomós Kerkýras och regionen Joniska öarna, i den västra delen av landet, 400 km nordväst om huvudstaden Aten. Magouládes ligger 83 meter över havet och antalet invånare är 365. Den ligger på ön Korfu.
Terrängen runt Magouládes är platt åt nordväst, men åt sydost är den kuperad. Havet är nära Magouládes åt nordväst. Runt Magouládes är det ganska tätbefolkat, med 96 invånare per kvadratkilometer. Närmaste större samhälle är Agios Georgis, 4,2 km sydost om Magouládes. 